# Чистое (сельское поселение Дороховское)
Чистое — посёлок в Орехово-Зуевском муниципальном районе Московской области. Входит в состав сельского поселения Дороховское. Население — 144 чел. (2010).

## Расположение
Посёлок Чистое расположен в юго-восточной части Орехово-Зуевского района, примерно в 23 км к юго-востоку от города Орехово-Зуево. Высота над уровнем моря 147 м.

## История
До 2006 года посёлок входил в состав Дороховского сельского округа Орехово-Зуевского района.

## Население
По переписи 2002 года в посёлке проживало 119 человек (43 мужчины, 76 женщин).
| 2002 | 2006 | 2010 |
| ---- | ---- | ---- |
| 119  | ↗174 | ↘144 |